# Hunnu Air
Hunnu Air (монг. Хүннү Эйр) — монгольская авиакомпания для выполнения рейсов по внутренним и международным направлениям, которая начала выполнение регулярных рейсов в 2011 году. В апреле 2013 года компания изменила свое название с Mongolian Airlines Group (монг. Монголиан Аэрлайнес Групп), для того, чтобы избежать путаницы с национальным ведущим авиаперевозчиком, MIAT Mongolian Airlines. Слоган авиакомпании — «Крылья Монголии».

## История
Авиакомпания была создана при активной поддержке горнодобывающих компаний Mongolyn Alt (MAK) Group и Bodi Group. Авиакомпания начала работу как Mongolian Airlines 2 декабря 2011 года после приобретения предприятия Monnis Air Services, включая входившие в его состав однодвигательные самолёты Ан-2. Из-за возникшей в скором времени путаницы в связи с явным сходством названия новой авиакомпании с Miat Mongolian Airlines и появившейся угрозы вмешательства правительства в апреле 2013 года, которое угрожало началом судебного разбирательства, было принято решение об оперативном ребрендинге авиакомпании с изменением именования на Hunnu Air.
Авиакомпания приобрела два самолёта типа Fokker 50 в 2011 году и использовала их для эксплуатации на своем первом регулярном внутреннем рейсе из Улан-Батора в Баянхонгор 2 января 2012 года. В скором времени авиакомпания открыла другие маршруты по внутренним направлениям: из Улан-Батора в Мёрён, Чойболсан, Хводу и Даланзадгад. В январе 2012 года Hunnu Air начала арендовать 2 самолёта типа Airbus A319, благодаря чему она смогла запустить регулярные рейсы в город Токио (Япония), а затем в Бангкок (Таиланд), Шанхай (Китай) и Гонконг. В июле 2013 года авиакомпания купила свой третий самолёт Fokker 50. Hunnu Air также начала выполнять чартерные рейсы по разным направлениям: остров Чеджудо (Республика Корея), остров Хайнань (Китай) и Сидзуока (Япония).
Hunnu Air в 2014 году впервые представила свой первый дальнемагистральный прямой рейс из Улан-Батора в Париж на летний период 2014 года с одной технической остановкой для дозаправки. Для обслуживания рейса был поставлен среднемагистральный самолет Airbus A319. Авиакомпанией планировалось приобретение дальнемагистрального самолёта Airbus A330 для выполнения дальних беспосадочных рейсов в 2015 году, в том числе и для того, чтобы также начать летать в Сингапур. Но компанию настиг кризис, в результате которого уже 2 имевшихся на тот момент Airbus A319 были возвращены лизингодателям в конце 2014 года, поставив под сомнение дальнейшие планы авиакомпании по расширению. В настоящее время авиакомпания эксплуатирует самолеты типа ATR 72-500 и Embraer 190, первый самолёт был поставлен в 2019 году, заказано еще 3 самолёта со сроками доставки в 2021 году.

## Маршрутная сеть
| Страна   | Город       | Аэропорт                         | Заметки    | Примечания |
| -------- | ----------- | -------------------------------- | ---------- | ---------- |
| Китай    | Баотоу      | Аэропорт Баотоу                  | Прекращено | [ 6 ]      |
| Китай    | Эрэн-Хото   | Международный аэропорт Эрэн-Хото |            |            |
| Китай    | Хайлар      | Аэропорт Хайлар                  |            |            |
| Китай    | Маньчжурия  | Сицьзяо (аэропорт)               |            |            |
| Китай    | Шанхай      | Пудун (аэропорт)                 | Прекращено |            |
| Франция  | Париж       | Париж — Шарль-де-Голль           | Прекращено |            |
| Гонконг  | Гонконг     | Международный аэропорт Гонконг   | Прекращено |            |
| Япония   | Токио       | Ханеда                           | Прекращено |            |
| Монголия | Баянхонгор  | Аэропорт Баянхонгор              | Прекращено |            |
| Монголия | Баян-Улгий  | Аэропорт Баян-Улгий              |            |            |
| Монголия | Чойболсан   | Аэропорт Чойболсан               |            |            |
| Монголия | Даланзадгад | Аэропорт Даланзадгад             |            |            |
| Монголия | Ховд        | Аэропорт Ховд                    |            |            |
| Монголия | Мурэн       | Аэропорт Мурэн                   |            |            |
| Монголия | Улан-Батор  | Международный аэропорт Чингисхан | Хаб        |            |
| Монголия | Улаангом    | Аэропорт Улаангом                |            |            |
| Монголия | Завхан      | Аэропорт Доной                   | Прекращено |            |
| Россия   | Улан-Удэ    | Аэропорт Байкал                  |            | [ 7 ]      |

## Флот

### Текущий

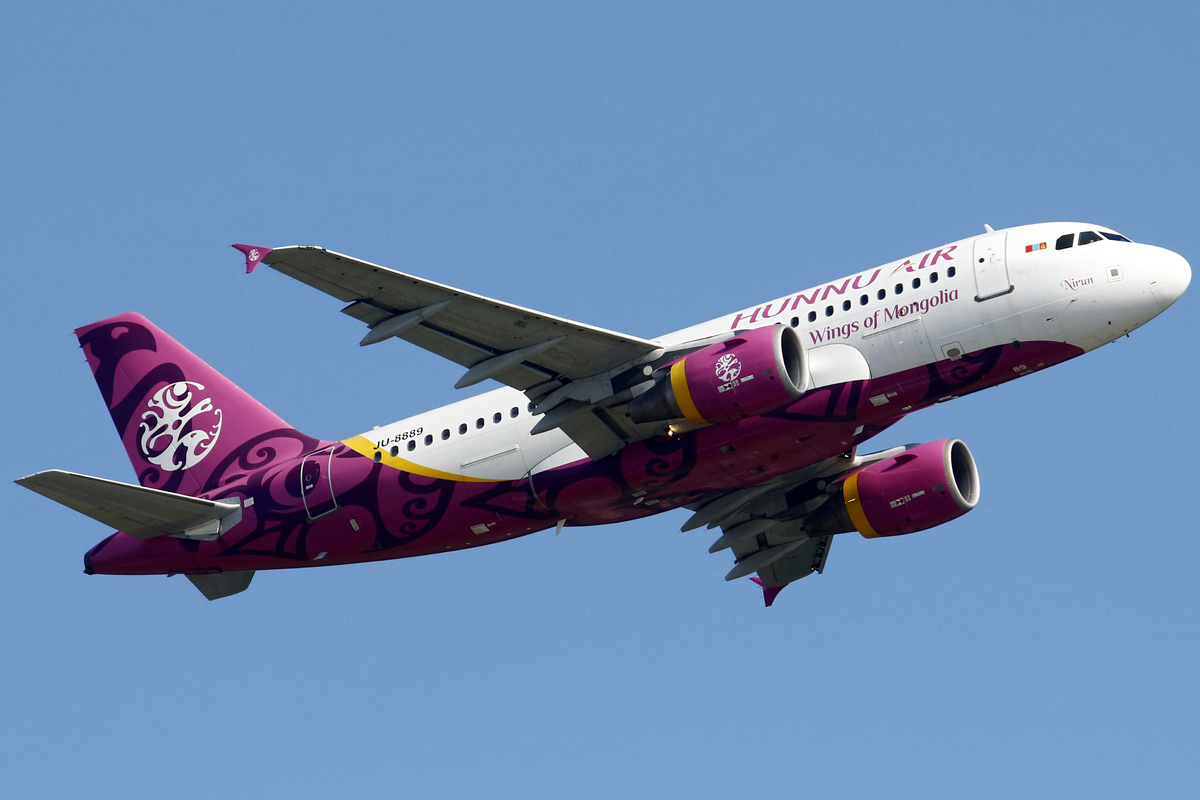
Hunnu Air Airbus A319 приземляется в аэропорту Гонконга

По состоянию на начало 2020 года флот Hunnu Air составляют следующие самолёты:
| Самолет     | Используется | Заказано | Пассажиров | Пассажиров | Пассажиров | Заметки            |
| Самолет     | Используется | Заказано | C          | Y          | Total      | Заметки            |
| ----------- | ------------ | -------- | ---------- | ---------- | ---------- | ------------------ |
| ATR 42-500  | 1            | —        | —          | 72         | 72         |                    |
| Embraer 190 | 2            | 1        | 6          | 92         | 98         | Доставка 2019-2021 |
| Total       | 3            | 3        |            |            |            |                    |

### Бывший
В прошлом авиакомпанией эксплуатировались следующие типы самолетов:
- Airbus A319
- Fokker 50